# 容斎随筆
容斎随筆（ようさいずいひつ）は、中国南宋の洪邁（号は容斎）の著作。

## 成立・影響
「容斎随筆」がまず書かれ、淳熙7年（1180年）に婺州で公刊された。孝宗はその議論の内容が優れているので賞賛した。そして、続筆（1193年）・三筆（1196年）・四筆（1197年）と公刊し、五筆を執筆途中で洪邁が没している。
江戸時代の日本では、荻生徂徠が『示木公達書目』の中で、好学の士のための必読書としてこの書目を挙げている。

## 内容
経史・諸子百家・詩詞文翰・医術・卜・天文・暦算・兵法・軍制・地理・植物・仏教・風俗・民間信仰などにわたり、「考拠精確、議論高潔」「南宋説部之首」と評された。
- 容斎随筆 16巻：各巻15～29則、合計　329則
- 容斎続筆 16巻：各巻12～18則、合計　249則
- 容斎三筆 16巻：各巻 5～20則、合計　248則
- 容斎四筆 16巻：各巻12～24則、合計　259則
- 容斎五筆 10巻：各巻 9～19則、合計　135則